# Магомедова, Карина Джабраиловна
Карина Джабраиловна Магомедова (род. 24 марта 1999) — российская регбистка, игрок клуба «Сборная Дагестана» и сборной России. Мастер спорта России.

## Клубная карьера
С 2016 года выступает за сборную Дагестана. В ноябре 2020 года в составе ДГПУ стала победителем на студенческом чемпионате России по регби-7.

## Карьера в сборной
В сентябре 2016 года в составе юношеской сборной России по регби-7 принимала участие в чемпионате Европы до 18 лет.

## Достижения
- Кубок России по регби среди женщин 2020 — ;